# Argia rosseri
Argia rosseri är en trollsländeart som beskrevs av Tennessen 2002. Argia rosseri ingår i släktet Argia och familjen dammflicksländor. Inga underarter finns listade i Catalogue of Life.